# Cyrtodactylus khasiensis
Cyrtodactylus khasiensis este o specie de șopârle din genul Cyrtodactylus, familia Gekkonidae, ordinul Squamata, descrisă de Jerdon 1870.

## Subspecii
Această specie cuprinde următoarele subspecii:
- C. k. tamaiensis
- C. k. khasiensis